# Пирамида Лувра
Пирамида Лувра (Pyramide du Louvre) је велика пирамида од стакла и метала коју је пројектовао кинеско-амерички архитекта Јо Минг Пеј, окружена са три мање пирамиде, у главном дворишту (Cour Napoléon) палате Лувр (Palais du Louvre) у Паризу. Велика пирамида служи као главни улаз у музеј Лувр. Завршена 1989. године, постала је знаменитост града Париза.

## Дизајн и конструкција
Наручио га је председник Француске Франсоа Митеран 1984. године, пројектовао га је кинеско-амерички архитекта Ј.М. Пеј. Конструкција, која је у потпуности изведена са стакленим сегментима и металним стубовима, достиже висину од 21,6 м. Његова квадратна основа има странице од 34 м и површину основе од 1 000 м². Састоји се од 603 комада стакла у облику ромба и 70 комада стакла у облику троугла. Структуру пирамиде дизајнирали су Nicolet Chartrand Knoll Ltd. из Монтреала (консултант за структуру и дизајн пирамиде) и RFR Engineers из Париза (структура и изградња пирамиде).
Пирамида и подземно предворје испод ње створени су због низа проблема са првобитним главним улазом у Лувр, који више није могао свакодневно да поднесе огроман број посетилаца. Посетиоци који улазе кроз пирамиду спуштају се у пространо предворје, а затим се пењу у главне зграде Лувра.
За историчара дизајна Марка Пимлоа, „план Ј.М. Пеја ефикасно распоређује људе од централне дворане до безбројних одредишта у оквиру његове огромне подземне мреже ... архитектонски оквир у огромним размерама дочарава древни атријум помпејске виле; ужурбано кретање људи из свих праваца сугерише на гужве железничких терминала или међународних аеродрома."

Неколико других музеја је дуплирало овај концепт, нарочито Музеј науке и индустрије у Чикагу. Делфин Центар, са сличном пирамидом, отворио је у априлу 1982. године принц Ричард, војвода од Глостера. Грађевинске радове на подножју пирамиде и подземном предворју изводила је грађевинска компанија Vinci SA.
- Двориште музеја Лувр ноћу.

### Естетска и политичка расправа о дизајну пирамиде
Изградња пирамиде покретала је много година снажне естетске и политичке расправе. Критике су углавном биле груписане у четири области: (1) модернистички стил здања није у складу са класичним француским ренесансним стилом и историјом Лувра; (2) пирамида је неприкладан симбол смрти из древног Египта; (3) пројекат је нескромна, претенциозна, мегаломанска лудост коју је наметнуо тадашњи председник Франсоа Митеран; и (4) да је кинеско-амерички архитекта Ј.М. Пеј недовољно Француз да би му се поверио задатак ажурирања драгоцене париске знаменитости.
Они који критикују естетику рекли су да је "светогрђе" петљати се у величанствену стару француску ренесансну архитектуру Лувра и назвали пирамиду анахроним упадом египатског симбола смрти усред Париза. Уз то, политички критичари називали су структуру Пирамидом фараона Франсоа. Многи и даље осећају да сурови модернизам здања није на месту.  
Током фазе дизајнирања постојао је предлог да дизајн укључује шиљак на пирамиди како би се поједноставило прање прозора. Пеј се, међутим, успротивио и овај предлог је елиминисан.

## Историја
1839. године, према једном новинском извештају, на церемонијама у знак сећања на „славну револуцију“ 1830. године, „гробнице Лувра биле су прекривене црним завесама и украшене тробојним заставама. Испред и у средини подигнут је експираторни споменик пирамидалног облика, надвишен погребном вазом“.

## Урбана легенда од 666 стаклених плоча
Неки тврде да је број стаклених плоча у пирамиди Лувр тачно 666, „број звери“, често повезано са Сатаном. Књига Доминик Стезепфанд: Франсоа Митеран, велики архитекта универзума наводи да је „пирамида посвећена сили која је описана као Звер у Књизи Откривења (...) Цела структура је заснована на броју 6."
Прича о 666 стакала настала је 1980-их, када је званична брошура објављена током изградње заиста навела овај број (чак два пута, иако је на неколико страница раније укупан број стакала наведен као 672). Број 666 се такође помињао у разним новинама. Музеј Лувр, међутим, наводи да готова пирамида садржи 673 стаклена стакла (603 ромба и 70 троуглова). Вишу цифру добио је Дејвид А. Шугартс, који извештава да пирамида садржи 689 комада стакла. 
Елементарна аритметика омогућава лако бројање стакала: свака од три странице пирамиде без улаза има 18 троугластих стакала и 17 редова ромбичних распоређених у троугао, дајући тако {\displaystyle \textstyle {\frac {17\cdot (17+1)}{2}}=153} ромбична стакла (укупно 171 стакала). Бочна страна улаза има 11 стакала мање (9 ромбичних, 2 троугласта), па се цела пирамида састоји од {\displaystyle 4\cdot 153-9=603} ромба и {\displaystyle 4\cdot 18-2=70} троуглова, укупно 673 окна.
Мит се поново појавио 2003. године, када га је Ден Браун укључио у свој најпродаванији роман Да Винчијев код, у коме главни јунак наводи да је „ова пирамида, на изричит захтев председника Митерана, била изграђена од тачно 666 стаклених стакала - бизаран захтев који је увек био врућа тема међу заговорницима завере који су тврдили да је 666 број Сатане“. Међутим, Дејвид А. Шугартс извештава да према речима портпаролке канцеларија Пеј, француски председник никада није прецизирао број стакала која ће се користити у пирамиди. Примећујући како је гласина о 666 кружила у неким француским новинама средином 1980-их, она је прокоментарисала: „Ако сте пронашли само те старе чланке и нисте дубље проверили чињенице, а били сте изузетно лаковерни, можда бисте поверовали у причу о 666“.

## Обрнута пирамида
Инверзна или обрнута пирамида је светларник у тржном центру Карусел Лувра испред музеја Лувр. Изгледа као обрнута и мања верзија пирамиде Лувр.

## Реновирање
Дизајнирана за музеј који привлачи 4,5 милиона посетилаца годишње, пирамида се показала неадекватном од тренутка када се посећеност Лувра удвостручила 2014. године. Између 2014. и 2017. године, распоред простора фоајеа испод стаклене пирамиде пролази кроз темељну реконструкцију, укључујући бољи приступ пирамиди и пролазу Ришеље.

## Пејеве друге стаклене пирамиде
Исте године када је отворена пирамида у Лувру, Пеј је укључио велике стаклене пирамиде на кровове компаније IBM Somers Office Complex које је пројектовао у округу Вестчестер, Њујорк. Пеј се поново вратио концепту стаклене пирамиде у Кући славних рокенрола у Кливленду у држави Охајо, отвореној 1995.